# Bloomberg Industry Group
Bureau of National Affairs ou BNA é uma companhia estadunidense fundada em 1929 pelo jornalista David Lawrence que serve informações legais e regulatórias através de publicações para profissionais governamentais e da área de negócios. Em 1946 Lawrence vendeu a BNA e o controle da empresa passou para a mão de seus empregados. Hoje ela é mais antiga companhia dos Estados Unidos dirigida pelos próprios empregados segundo a National Center for Employee Ownership.